# T. S. Stribling
Thomas Sigismund Stribling (Clifton, 4 de marzo de 1881 - Clifton, 8 de julio de 1965), conocido como T. S. Stribling, fue un escritor, novelista y abogado estadounidense. Conocido inicialmente por diversas historias de aventuras publicadas en revistas de ficción pulp, abordó posteriormente la novelas de sátira social ambientadas en el centro de Tennessee y otras partes del sur de su país. 
Su obra más conocida es la trilogía Vaiden, ambientada en Florence, Alabama. El primer volumen fue The Forge (1931). Ganó el Premio Pulitzer de Ficción en 1933 por la segunda novela de esta serie, The Store (1932). La última, ambientada en la década de 1920, es The Unfinished Cathedral (1934). Tanto la segunda como la tercera novelas fueron elegidas como selecciones por Literary Guild of America.
Su popularidad en las décadas de 1920 y 1930 también inspiró la adaptación de sus obras a otros medios. Se adaptaron tres de sus novelas: Birthright se adaptó dos veces al cine, en 1924 (ahora perdida) y 1939 (solo sobrevive una parte); Teeftallow y Fobombo fueron adaptadas como obras de teatro con otros títulos y producidas para Broadway en la ciudad de Nueva York en 1928 y 1932, respectivamente.

## Obras

### Novelas
- The Cruise of the Dry Dock (1917). Novela infantil publicada en una edición limitada de 250 copias.
- Birthright (1921). Publicada inicialmente como una serie en  The Century Magazine desde octubre de 1921, luego como una novela en 1922.
- Fombombo (1922).
- Red Sand (1923)
- Teeftallow (1926)
- Bright Metal (1928)
- East is East (1922)
- Strange Moon (1929)
- Backwater (1930)

The following three form the Vaiden trilogy:
- The Forge (1931), parte I de la trilogía Vaiden.
- The Store (1932), parte II de la trilogía Vaiden.
- Unfinished Cathedral (1933), parte III de la trilogía Vaiden.
- The Sound Wagon (1935)
- These Bars of Flesh (1938)

### Colección de cuentos
- Clues of the Caribbees: Being Certain Criminal Investigations of Henry Poggioli, Ph. D. (1929)

Las siguientes colecciones fueron editadas y publicadas póstumamente:
- Best Dr. Poggioli Detective Stories (Dover, 1975)
- Dr. Poggioli: Criminologist (Crippen & Landru, 2004)
- Web of the Sun (2012) - also contains "The Green Splotches"

### Ficción corta
- 'The Father of Invention'. Trotwood Monthly, septiembre de 1906
- 'Old Four Toes'. Trotwood Monthly, octubre de 1906
- 'Big Jack'. Great Bend Tribune, 8 de mayo de 1908
- 'The Pictures of Jacqueleau'. Illustrated Sunday Magazine, 18 de abril de 1909
- 'The Loot of the Dog Star'. Illustrated Sunday Magazine, 4 de julio de 1909
- 'The Peace Commissioner'. Illustrated Sunday Magazine, 25 de julio de 1909
- 'Romance to Order'. Buffalo Enquirer, 8 de diciembre de 1909
- 'Seeking the Stolen Service'. Leaonardsville News, 21 de julio de 1910
- 'The Utility Man'. Shelby City Herald, 14 de septiembre de 1910
- 'Old Block and Chips'. Junction City Republic, 17 de diciembre de 1910
- 'Getting Action'. The American Boy, febrero de 1915
- 'A Hammerhead Film'. The American Boy, abril de 1915

### Poesía
- Design on Darkness
- The Dead Master. Gastonia Gazette, 11 de octubre de 1907
- To a Cherokee Rose. Florence Herald, 21 de octubre de 1921

### No ficción corta
- Apology to Florence, Wings Magazine, junio de 1934. Ensayo relacionado a su novela The Unfinished Cathedral, antes de su publicacion como Literary Guild selection.

### No ficción
- Laughing Stock: The Posthumous Autobiography of T.S. Stribling (1982) Este no es un trabajo de Stribling, pero es una compilación de sus manustritus por los estudiantes de doctorado Randy Cross y John T. McMillan en la Universidad de Mississippi.